# Phyllocleptis
Phyllocleptis es un género de insecto coleóptero de la familia Chrysomelidae.

## Especies
Las especies de este género son:
- Phyllocleptis hirtipennis (Jacoby, 1887)
- Phyllocleptis javana (Jacoby, 1886)
- Phyllocleptis jucunda Weise, 1912
- Phyllocleptis marginata (Jacoby, 1887)
- Phyllocleptis nigripennis (Jacoby, 1886)
- Phyllocleptis nigripes Weise, 1912